# Caçu (kommun)
Caçu är en kommun i Brasilien.   Den ligger i delstaten Goiás, i den södra delen av landet, 500 km sydväst om huvudstaden Brasília. Antalet invånare är 13 279.
Följande samhällen finns i Caçu:
- Caçu

Omgivningarna runt Caçu är huvudsakligen savann. Runt Caçu är det mycket glesbefolkat, med 4 invånare per kvadratkilometer.